# Hypochaetopsis chaetosa
Hypochaetopsis chaetosa är en tvåvingeart som beskrevs av Townsend 1915. Hypochaetopsis chaetosa ingår i släktet Hypochaetopsis och familjen parasitflugor.
Artens utbredningsområde är Peru. Inga underarter finns listade i Catalogue of Life.